# Municipio de Soldier (condado de Jackson)
El municipio de Soldier (en inglés: Soldier Township) es un municipio ubicado en el condado de Jackson en el estado estadounidense de Kansas. En el año 2010 tenía una población de 404 habitantes y una densidad poblacional de 3,66 personas por km².

## Geografía
El municipio de Soldier se encuentra ubicado en las coordenadas 39°31′16″N 95°58′29″O / 39.52111, -95.97472. Según la Oficina del Censo de los Estados Unidos, el municipio tiene una superficie total de 110.25 km², de la cual 110,1 km² corresponden a tierra firme y (0,13 %) 0,14 km² es agua.

## Demografía
Según el censo de 2010, había 404 personas residiendo en el municipio de Soldier. La densidad de población era de 3,66 hab./km². De los 404 habitantes, el municipio de Soldier estaba compuesto por el 93,56 % blancos, el 0,74 % eran afroamericanos, el 3,22 % eran amerindios, el 0,74 % eran de otras razas y el 1,73 % eran de una mezcla de razas. Del total de la población el 3,22 % eran hispanos o latinos de cualquier raza.